# Mili (atol)
Mili lub Mille – jeden z atoli Wysp Marshalla składający się z 92 wysepek w łańcuchu Ratak Chain na obszarze środkowego Pacyfiku. Stanowi osobny dystrykt administracyjny państwa Wyspy Marshalla. Całkowita powierzchnia lądowa atolu wynosi 16 km²; jest zatem powierzchniowo największy po Kwajalein w całym archipelagu, ale - w porównaniu z tym ostatnim - posiada znacznie mniejszą lagunę o powierzchni 763 km². Nazwę Mili nosi także największa wioska atolu. Główny pas startowy lotniska na Mili przecina wyspę w najszerszym miejscu. Oryginalny pas, zbudowany przez Japończyków w czasie II wojny światowej, pozostaje po dziś dzień operatywny, ale drogi dojazdowe porasta dżungla. 
Wyspy (według spisu z 1999 roku) zamieszkują 1032 osoby. Atol sąsiaduje - poprzez cieśninę Klee - z atolem Knox, który jest jednak znacznie mniejszy.

## Atrakcje turystyczne
Atol Mili jest pełny pozostałości po II wojnie światowej. Znajduje się na nim rozbudowany system bunkrów, kolej wąskotorowa, stanowiska artyleryjskie wraz z działami, strącone lub zniszczone w czasie bombardowań samoloty. Są wśród nich japońskie myśliwce i bombowce, a nawet amerykański bombowiec B-25 Mitchell, który spadł kilka metrów od plaży. Teren jest po dziś dzień pełen kraterów po amerykańskich bombach, zrzucanych dla zneutralizowania wysp jako bazy japońskiej w czasie walk o Wyspy Marshalla. Japończycy administrowali wyspami od 1914 do września 1945 roku, wywierając silny wpływ na zwyczaje krajowców i ich kulturę. Zgodnie z ustawą lokalnych władz, z wysp nie wolno usuwać niczego, co ma związek z prowadzonymi tu działaniami wojennymi.

## Okolice Mili
Inne wioski atolu to Nallu, Enejet, Lukonor, Tokewa i Wau. Nallu, Enejet i Lukonor mają połączenie z Mili jedynie w czasie odpływu. Oprócz Mili tylko Enejet posiada lądowisko dostępne dla małych samolotów.